# 크렙살찐생쥐
크렙살찐생쥐(영어: Steatomys krebsii)는 붉은숲쥐과에 속하는 설치류의 일종이다. 앙골라와 보츠와나, 레소토, 나미비아, 남아프리카공화국 그리고 잠비아에서 발견된다. 자연 서식지는 지중해성 관목 식생 지대와 아열대 또는 열대 기후 지역의 고지대 초원이다. 일반명과 학명은 남아프리카공화국에서 활동한 독일 자연사 수집가 크렙(Georg Ludwig Engelhard Krebs, 1792 ~ 1844)의 이름에서 유래했다.